# Tapinauchenius elenae
Tapinauchenius elenae é uma espécie de aranha pertencente à família Theraphosidae (tarântulas).